# Hell let loose
Hell Let Loose（ヘルレットルーズ）は、オーストラリアを拠点とするスタジオBlack Matterが開発、イギリスのパブリッシャーTeam17より2021年に発売されたタクティカルシューター。
略称は『HLL』。対応プラットフォームはPlayStation 5、Xbox Series X/S、Microsoft Windows。
第二次世界大戦を題材とするファーストパーソン・シューティングゲーム（FPS）。

## 概要
第二次世界大戦の西部戦線、東部戦線の著名な戦場、戦闘を題材に、当時の航空偵察写真や衛星写真を基にした1/1スケールでの戦闘が特徴。
2017年に海外クラウドファンディングサービスKickStarterにて初めて発表され、22万米ドルを集めることに成功。
2019年のD-Day（6月6日）より、Steamにて早期アクセス開始。その2年後の2021年7月にフルリリースが開始した。
コンシューマー版は2021年10月5日よりPlayStation 5とXbox Series X/S版が発売開始した。
2023年より、開発がBlackmatterからTeam17が設立したCover6StudioとExpression gamesに変更された。

## ゲームプレイ

### 主な特徴とゲームシステム

#### 実際の航空写真や衛星写真を基にした、史実を忠実に再現したマップが12種類。
各マップは200メートル四方を一つとしたグリッドが当てはめられ、
それぞれ縦軸がAから始まるコード、横軸が１から始まるコードで符丁され、プレイヤー達はそのコードを当てはめて呼称する。

#### プレイヤーによるリスポーン地点の建築
ゲーム開始時、プレイヤーがスポーンできる地点は本拠地となるHQのみであり、そこから戦況に応じて資材を消費しギャリソンとアウトポスト（OP）を建築する。
攻守それぞれにおいて、兵士のスポーン場所であるギャリソンとアウトポストが戦闘の鍵となり、そしてその2つは司令官と士官、偵察兵でしか建築できない。

#### 3つのボイスチャット機能
ゲーム内ボイスチャットとしてVivox社のボイスチャットシステムを採用。最大3つのボイスチャットチャンネルが使用でき、
至近距離で分け隔てなく誰とでも話せる近接チャット、同じ分隊同士の意思疎通に使われる分隊チャット、
司令官、分隊長同士の連絡事項や指令の伝達に使われる司令官チャットの3つを駆使する必要がある。
資源システム
本作は戦闘一辺倒になりがちなFPSゲームの範疇を超え、戦略ゲームの要素も兼ね備えている。フィールド上に工兵が建築した資源ノードを活用し、司令官による爆撃や偵察、物資投下や戦車の製造など、チームに有利な状況を作り出すことができる。資源は自軍の本拠地から遠いほど早く溜まる。
現在システム上に組み込まれている要素は3つ。
人的資源
マンパワーとも呼称される。プレイヤーが死亡し再出撃する際に1消費するほか、エアヘッドの構築や増援などの司令官アビリティに活用される。
弾薬
侵攻戦防衛側や会戦ルールでHQに設置される榴弾砲や対戦車砲、司令官アビリティの爆撃や物資投下で消費する。
燃料資源
戦車、装甲車やトラックを建造することで消費される。
なお、各資源は司令官の裁量で少量を融通することが可能。

### 勢力
本作に登場する勢力、陣営は2023年現在4つ。

#### アメリカ軍
兵の主兵装であるプライマリウェポンのほとんどが半自動式小銃であり、歩兵火力の高さが特徴。
中戦車、重戦車の機動力が高く、高水準でまとまっている。外見の特徴としてはM1ヘルメットやM41フィールドジャケットなどを着用。

#### ドイツ国防軍
歩兵の持つ小銃はボルトアクション式がほとんどで至近距離戦での火力に劣るが、その分射程が長くほとんどの兵科で遠距離戦が可能。火力は機関銃兵のＭＧ38かＭＧ42の高発射レートで補う。
対戦車兵（AT）が持つ対戦車兵器であるパンツァーシュレックが他勢力より強力。
機甲部隊は他陣営より防御側力が高いティーガーIやパンターを有し、機甲戦力で相手を圧倒するのに優れる。

#### ソビエト労農赤軍
小銃がボルトアクション式が主力だが、短機関銃（ppsh-41）の発射レートに優れ、市街戦や室内戦では有利と言える。
司令官アビリティとして他3勢力の空爆ではなくカチューシャのロケット弾斉射なのが特徴。
衛生兵は薬剤を使わず素手で蘇生する。
複数兵種で火炎瓶（モロトフカクテル）の装備が可能。
イギリス軍
歩兵火力はボルトアクション小銃が主力となる。小銃や短機関銃、軽機関銃揃ってピープサイトの為照準時の視界が確保しにくい。
対戦車兵は赤軍と同じく対戦車ランチャーか対戦車ライフルを装備可能。
戦車は軒並み快速の部類に入るが旋回速度が低く、重戦車は中戦車並の装甲しかない。

### 兵科
本作に登場する兵科は多種にわたり、同じ兵科でも陣営により装備する工具、機材が変わる。
戦闘で獲得した経験値を貯め、兵科レベルを上げると同じ兵科でも新しい装備がアンロックされる。

#### 司令官（Commander）
マップ上では丸で囲まれた丸3つの黄色アイコンで表示される。各分隊長に指令を下し、上がってきた報告を元に作戦を考えるのが主な任務。
司令官のみ、各種ビークルや航空支援、補給物資の投下等、貴重な司令官アビリティを使うことができるが、クールタイムが存在し、資源には限りがある。
戦闘には向かない兵科であるが、自衛用としてサブマシンガン、小銃を装備する。ギャリソンを設置可能な兵科の一つ。

##### 司令官アビリティ
司令官は資源を用い、空爆（bombing run）や偵察機の派遣、機銃掃射などのチームに有利な状況を作り出すアビリティが使用できる.

#### 士官（Officer）
階級章に似たアイコンで表示される。各兵科の分隊に一人配属され、分隊の復活拠点になるアウトポストを設置する。
分隊長（Squad leader）とも呼ばれ、他分隊の意見の折衷や、司令官から下達された命令の受領、それを分隊員に指令する役目を持つ。
装備は小銃または短機関銃、拳銃を装備。戦況に応じて使い分けられる。ギャリソンを設置可能な兵科の一つ。

#### ライフル兵（Rifleman）
×のアイコンで表示される。歩兵分隊の主力であり、各国標準の小銃、手りゅう弾を装備する戦闘向けの兵科。
弾薬箱とハンマーを携行しており、銃弾補給から建築まで任務は多岐にわたる。

#### 強襲兵（Assault）
至近距離戦に特化した戦闘向け兵科。手榴弾や煙幕弾などを多数携行し、部隊の先陣を切るのが主任務。
米軍はショットガンを装備でき、近距離火力がさらに向上する。
熟練のレベル9に到達すると、時限式の梱包爆薬を装備できるようになり、建物、敵装甲目標の対応が可能になる。

#### 自動小銃兵（Automatic Rifleman）
自動小銃を装備する戦闘向け兵科。
フルオート射撃可能な武器を装備しており、分隊の火力を底上げする能力を持つ。

#### 衛生兵（Medic）
瀕死の味方を蘇生し、治療できる唯一の兵科。
モルヒネと包帯を多、煙幕弾を複数携行しており、兵力の消耗を食い止め、前線維持を担う。
武器を携行しているが所持弾数は少なく、あくまでも自衛用。十字の腕章をつけており、敵からでも判別可能。
兵士が倒れた際は付近の味方衛生兵との距離が表示される。

#### 支援兵（Support）
ギャリソン、対戦車砲、建築物の設置に必要な資源箱と、ライフル弾や手榴弾、対戦車兵器の弾薬箱を携行する。橋頭保の確保や防衛の要になるギャリソンの建築に貢献できる重要度の高い兵科。
携行火器は小銃または短機関銃、勢力によっては火炎放射器。各軍とも無線機を背負う。

#### 機関銃兵（Machine gunner）
軽機関銃によって火力支援を行う兵科。
軽機関銃は二脚を展開するか、立射での腰撃ちでしか発射できず、ポジショニングが重要になる。
火力、制圧効果に優れ、攻守ともに重要な役割を持つ兵科。
陣営により曳光弾の色が異なる（例：ドイツ軍は緑）。

#### 対戦車兵（Anti tank）
歩兵では太刀打ちできない機甲戦力を撃破する能力を持つ。
M1バズーカやパンツァーシュレック、対戦車ライフルを標準装備とし、レベルが上がると対戦車砲の建築や梱包爆薬を携行できる。

#### 工兵（Engineer）
鉄条網やトーチカ、対戦車障害、対戦車地雷と対人地雷などを装備する防衛向けの兵科。
貴重な資源回復ソースとなるノードも建築可能。
レベルが上がると戦闘工兵としてのロールもアンロックされ、梱包爆薬を携行し敵防衛線の破壊が可能になる。

#### 戦車長（Tank commander）
機甲部隊の分隊長であり、戦車では主に車長席に座り、分隊の目となり耳となる。ギャリソンは設置不可能。

#### クルー（Crewman）
戦車に搭乗可能な分隊員。戦車分隊に2名配属され、自衛用の拳銃や戦車を修理できるトーチを装備する。

#### 探索兵（Spotter）
斥候分隊の分隊長。1チームに2名のみ存在し、味方部隊に先行して敵情視察や狙撃手の観測手を行う。ギャリソンを設置可能な兵科の一つ。レベル3に到達すると敵の位置をスポットできるフレアガンを装備する。

#### 狙撃兵（Sniper）
高倍率のスコープを唯一装備し、長距離狙撃が可能な兵科。1チーム2名まで。

## ゲームルール

### セクターとストロングポイント、ギャリソンとアウトポスト
ここではルールの基本となるシステムを紹介する。

#### セクター
本作のフィールドは15のセクターに分割されており、1セクターは1コマ200メートル四方の領域が2x2で1つのグリッドとされ、
1セクターとなる。
自軍陣地は青、敵陣地は赤に着色され、各プレイヤーはマップを開くことで容易に確認できる。
ほとんどの場合、自軍陣地からもっとも近い敵陣地がアクティブセクターと呼ばれ、攻略が可能。
それよりも後方の敵陣地はロックセクターと呼び、斥候分隊を除いてアウトポスト、ギャリソンを建築することはできない。
アクティブセクター内でHUDを表示すると現在のステータスを確認することができる。
それぞれ”敵陣地”、”攻略中”、”防衛中”、”激戦区”、”劣勢”、”占領中”となり、それぞれの意味は下記の通り。
敵陣地：現在プレイヤーがいる地点は攻略不可能なロックセクションに位置している。
攻略中：敵軍よりも自軍兵力が勝っており、占領が近づいていることを示す。
防衛中：敵軍よりも自軍兵力が勝っており、防衛が遂行できていることを示す。
激戦区：自軍敵軍の兵力が拮抗している状態。
劣勢：防衛において自軍兵力が敵よりも低く、占領されかけていることを示す。
占領中：セクターを占領し、味方陣地になっている状態。

#### ストロングポイント
セクター内に存在するストロングポイント、略称SPはマップ上に拠点の名前（例：ブレクール堡塁）が冠された円として表示され、
占領判定カウントが3倍になるメリットがある。兵士1人がSPに存在しているだけで3人分にカウントされるため、
SPへどう侵入できるか、どう防衛するかがゲームの趨勢を左右することになる。

#### ギャリソンとアウトポスト
アウトポスト並びにギャリソンは指揮官系兵科が装備する”時計”を使用して設置する出撃地点のことである。
これがなければプレイヤーは全員HQからの出撃を強いられる為、指揮官系兵科を選択するプレイヤーはまず初めにこの二つの設置を
念頭に置いていくのが重要。

##### アウトポスト（OP)
設置可能兵科：士官、探索兵
使用可能：分隊
設置制限：1
設置不可能な条件：
- 至近距離に敵が存在
- 中立セクターまたはロック中のセクター（探索兵を除く）
- OPのクールダウン中（120秒）

アウトポストは士官が設置する分隊専用の出撃地点で、20秒間隔で出撃が可能になっている。
設置のコストがなく、運用が容易なので分隊の主要な出撃ポイントとなる。
探索兵が設置するOPは唯一ロックセクター内にも設置でき、後方攪乱や敵情視察に使用される。
敵が接近すれば消滅する特性があり、敵に露見されず設置するのが好ましい。
拠点が占領されて戦線が動くと、敵占領地内にあるものは消えてしまう。

#### ギャリソン
設置可能兵科：司令官、士官、探索兵
使用可能：チーム全員
設置制限：8
設置不可能な条件：
- 物資不足
- 至近距離に敵が存在
- 中立セクターまたはロック中のセクター
- 友軍のギャリソンが半径200ｍ内に存在

ギャリソンは指揮官系ロールが設置するチーム全員が出撃可能な構築物で、出撃間隔は40秒。
設置コストがかかり、味方陣地内では資源50、敵陣地内は1つだけ設置可能で資源100が必要。
OPと違い指揮官一人だけでは設置不可能であるため他プレイヤーとの連携が必須である。
例外は司令官で、アビリティの”物資投下”によって一人で建築が可能。
さらにマップ上で最大8つまでしか建築できず（司令官アビリティの”解体”か設置したプレイヤー自らが出向いて解体する必要がある）
半径200m以内にほかのギャリソンが存在していると設置することができない。
敵陣地の味方ギャリソンは攻勢時敵に二正面作戦を強いることができるが、
敵兵士が半径100mに接近すると赤く変色し機能停止するためリスクが伴う。
拠点が占領されて戦線が動くと、敵占領地内にあるものは消えてしまう。
敵勢力のギャリソンは近づくとボタン長押しで排除ができる。

#### エアヘッド
設置可能兵科：司令官
使用可能：チーム全員
設置制限：1
エアヘッド（空挺堡）は司令官のみ設置可能な特殊出撃地点。
資源400を使用し、司令官が指定した地点へ輸送機が飛来、上空に出撃ポイントを投下し、落着後30秒で出撃が可能になる。
敵陣地攻略、味方陣地防衛の迅速な兵力移動手段となり、切り札的存在と言える。

#### ・会戦
勝利条件：
- 敵HQセクターの占領
- 時間切れの際に過半数のセクターを占領

ゲーム開始時中央部のストロングポイントを奪い合い、攻防を繰り返しどちらかが一方の最終拠点を制圧するか、時間切れになった時、占領地の面積で勝敗を決する。

#### ・侵攻戦
勝利条件：
- 攻撃側：敵HQセクターの占領
- 防衛側：時間切れになるまで全線のセクターを保持

攻撃側と防衛側に分かれ、攻撃側は作戦時間以内に全てのストロングポイントを制圧すると勝利となり、防衛側は作戦時間が0になったときに拠点が一つでも確保されていると勝利となる。

## マップ

### 西部戦線

#### オマハビーチ
1944年6月6日　フランス　ノルマンディー　49.36432315313959, -0.8542047606903308
連合軍のオーバーロード作戦において、西部戦線後期の序盤に最も激戦となった地域の一つ。
米軍側は上陸用舟艇によって砂浜に上陸し、ドイツ軍はそれを阻止する。
砂浜、そして各所に鎮座する防衛拠点が攻防の要となり、それを突破すると点在する村々や森林、草原で激しい戦いが展開される。

#### ユタビーチ
1944年6月6日　フランス　ノルマンディー　49.4156198409692, -1.1740505447400316
オーバーロード作戦においてユタのコードネームがつけられた地域が本作でも戦場となる。
米軍にとって厳しい戦いを強いられたオマハとは違い、ここは比較的有利な地形が続く。
しかし、内陸部に進軍すると鉄条網で覆われた抵抗拠点がその姿を現し、歩兵、機甲協同しての攻略が必要になる。

#### サンマリーデュモン
1944年6月6日　フランス　ノルマンディー　49.37857023928423, -1.2252100702605713
サンマリーデュモンはノルマンディーの上陸地点から少し内陸部に進んだ場所にある牧草地と村が存在する地域。
史実では多数の落下傘兵がここへ落着した。
ボカージュと呼ばれる背の高い生垣が戦車部隊の視界を狭め、歩兵による肉薄攻撃が牙をむく。
マップ内にはブレクール砲塁がストロングポイントとして設定されている。

#### サンメールエグリーズ
1944年6月6日　フランス　ノルマンディー　49.40862778048244, -1.3169063288417988
アメリカ第82空挺師団が降下したこの町と平原が広がるマップでは、平地戦と市街地戦両方の心得が必要になる。
マップ中心へ進軍するごとに市街地が広がり、交戦距離が縮まっていく。
戦車部隊が市街地へと進行するには歩兵の支援が必要になるだろう。

#### パープルハートレーン
1944年6月10日　フランス　ノルマンディー　49.314809656029674, -1.2592103456381265
名誉戦傷章の名がつけられた、カランタンへ続く幹線道路が通るマップ。

#### カランタン
1944年6月12日　フランス　ノルマンディー　カランタン　49.30565301970422, -1.243072679630468
第101空挺師団とドイツ第2降下猟兵師団が激戦を繰り広げた街を舞台にしたマップ。
湿地帯の中心に位置したこの街は戦略上の要衝で、運河、高地、市街戦と目まぐるしく戦況が変化する。
効果的に配置された1丁の機関銃が街路全体を制圧できるほどの道幅しかない市街地では、歩兵分隊の技量が試される。

#### ヒュルトゲンの森
1944年9月19日-1945年2月10日　ドイツ・ベルギー国境　50.73526122174475, 6.347891531293554
ジークフリート線の一部が広がるこの広大な森林は、第二次大戦中ドイツ国内の戦いにおいて最も長く続いた戦場である。
密集した針葉樹林が視界を狭め、遭遇戦が頻発することが多く、かといって戦車は湾曲した山道が機動力を著しく奪う。

#### 400高地
1944年12月6日　ドイツ・ベルギー国境　ヒュルトゲンの森 50.694572199107824, 6.442442788862941
ヒュルトゲンの森内部に位置する400高地は、1944年12月6日、米陸軍第2レンジャー大隊と独第980擲弾兵連隊との間で
熾烈な攻防戦が展開した出来事をモチーフにしている。
マップ中央部に鎮座する400高地を軸に戦いは展開し、ベルクシュタインの村からツァーカル集落まで戦域が広がる。

#### フォイ
1944年12月-1月9日　ベルギー　バストーニュ 50.045681907435366, 5.749997859861217
バルジの戦いにおけるアルデンヌ反撃戦を舞台にした雪原マップ。
米軍プレイヤーは第101空挺師団が孤独な戦いを耐え忍んだボワジャックの森を通り、雪原の彼方にあるフォイの村へ侵攻する。
マップのほとんどが雪原で、森林が点在するのみとあって本作随一の戦車戦マップである。

#### レマーゲン
1945年3月7日-3月25日　ドイツ　レマーゲン 50.57796273020519, 7.244507442579708
第二世界大戦末期、ライン川を渡るルーデンドルフ橋を巡る攻防が舞台となる。
ライン川にかかるこの橋は両軍がなんとしても手に入れたい要衝であり、橋を挟んで両軍が激突する。
高地から進軍するドイツ軍と市街地から進行してくるアメリカ軍。戦車と機関銃がこの橋を確保するカギとなる。

ドリール
1944年9月23日　オランダ　ドリール・オーステルベーク近郊 51.97009067728443, 5.854206946914682
マーケットガーデン作戦6日目、不吉の金曜日。ライン川を渡るオーステルベーク鉄道橋にフォーカスしたマップ。
中央に大きな鉄道橋がそびえ、戦域を南北に分かつライン川。徒歩による渡河が可能だが、機動力が著しく下がり対岸からは的となる。
低地諸国特有の農園や大きな堤防沿いの道が戦車と歩兵を待ち受ける。

### 東部戦線

#### スターリングラード
1942年6月28日-1943年2月2日　ソビエト連邦　スターリングラード　48.71589835937432, 44.53210586626295
歴史上もっとも有名で残酷な市街地戦の一つであるこの廃墟の街は、両プレイヤーにとっても地獄の戦場になる。
史実通り、建物一つ、部屋一つを奪い合う血みどろの接近戦が展開し、廃屋からは両軍の狙撃手が虎視眈々と獲物を狙う。
ストロングポイントにはパブロフの家も存在し、プレイヤーは歴史的建築物で新しい戦闘を経験する。

#### クルスク
1943年7月4日-8月27日　ソビエト連邦　クルスク・プロホロフカ　51.009647917416736, 36.68725949693377
両軍6000輌もの戦車が投入された史上最大の戦車戦、クルスクの戦い南部方面で勃発したプロホロフカの戦いをモチーフにしたマップ。
何キロも続く広大な平原と対戦車壕、本作で最も長い交戦距離が特徴。
フォイに続く戦車戦マップであり、両軍戦車、そして対戦車砲が戦場の主役に躍り出る。

ハリコフ
1943年2月24日　ソビエト連邦　ハリコフ・ベルゴロド　50.58375075175092, 36.549679284659256
第三次ハリコフ攻防戦におけるベルゴロドの戦いを基にした冬季市街戦にフォーカスしたマップ。
南北に縦断する鉄道線や市街地中心部の教会、郊外は荒涼とした雪に覆われた農村地帯が広がっている。

### 北アフリカ戦線
エル・アラメイン
1942年11月5日　エジプト　エル・アラメイン　30.822874485213294, 28.955853900595397
第二次世界大戦の転換点の1つとも称される北アフリカ戦線でもっとも著名な戦いであるエル・アラメインの戦いをモチーフにしたマップ。
砂漠が広がり視界が非常に良く、戦車は遠距離砲撃戦が多発し、歩兵はたった1丁の機関銃の掃射で大部隊の進行が厳しくなってしまうだろう。